# Edoardo del Portogallo
Edoardo di Aviz, detto  il Filosofo o l'Eloquente (in portoghese Duarte I de Portugal, cognominado o Eloquente ou o Rei-Filósofo, Duarte anche in galiziano, Eduardo in spagnolo e in asturiano, Eduard, in catalano, e Édouard in francese Edward in inglese, Eduard in tedesco e in fiammingo; Viseu, 31 ottobre 1391 – Tomar, 9 settembre 1438), è stato l'undicesimo re del Portogallo e dell'Algarve e secondo signore di Ceuta.

## Origine familiare
Era il figlio terzogenito del re del Portogallo e dell'Algarve, João I o Giovanni I d'Aviz e di sua moglie, Filippa di Lancaster.

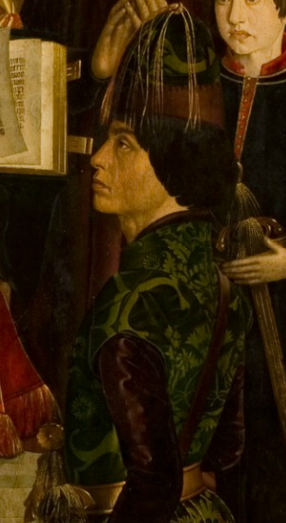
Edoardo

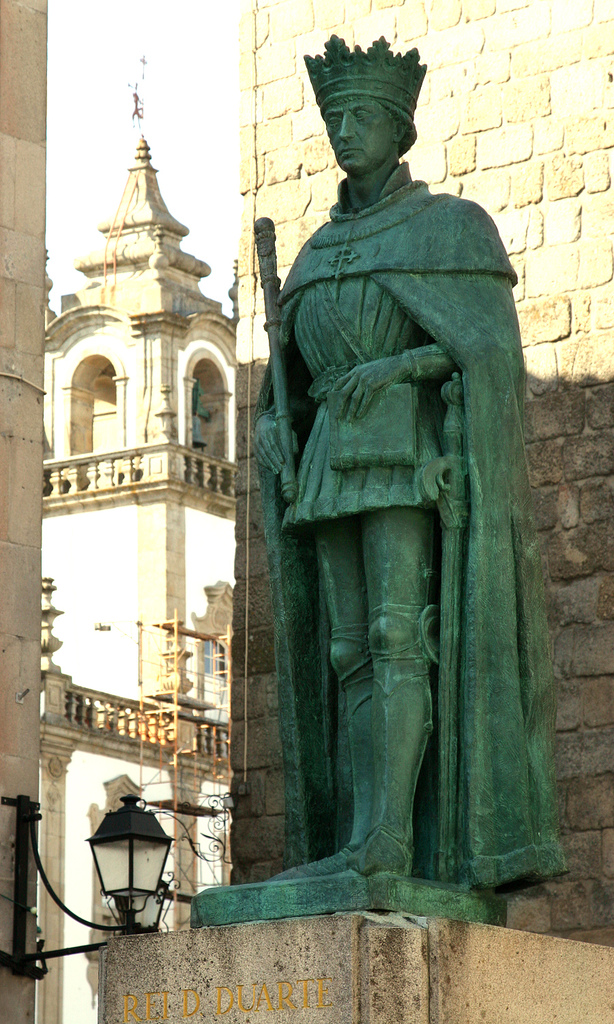
Statua del re Duarte a Viseu.

Armi dei re del Portogallo dal 1385 al 1481.

## Biografia
Suo padre, il re Giovanni I, gli fece avere una buona educazione ed una buona istruzione come ai suoi cinque tra fratelli e sorelle che arrivarono all'età adulta, Pietro, Enrico, Isabella, Giovanni e Ferdinando, in un ambiente tranquillo e privo di intrighi (Il grande poeta portoghese, Luís de Camões, li cita nel racconto epico, I Lusiadi, come Ínclita geração).
Da principe, Duarte seguì sempre il padre, re João I, negli affari del regno.
Nell'agosto del 1415, fu al fianco del padre e dei fratelli Pietro ed Enrico alla conquista di Ceuta, nel Nord Africa, di fronte a Gibilterra ed il giorno dopo la presa della città fu fatto cavaliere.
Il 22 settembre (Secondo i Reali del Portogallo, le nozze vennero celebrate il 4 novembre) del 1428, a Coimbra sposò Eleonora di Trastámara (1402-1445), figlia del re della corona d'Aragona e di Sicilia, Ferdinando e di Eleonora d'Alburquerque (1374 - 1435), figlia dell'infante Sancho di Castiglia, Conte di Alburquerque e di Beatrice del Portogallo.
Divenne re il 14 agosto 1433 quando suo padre morì di peste e subito Edoardo mostrò interesse a favorire la concordia della nazione. Durante il suo breve regno di cinque anni, Duarte convocò le Cortes (l'assemblea nazionale) non meno di cinque volte per discutere gli affari e la politica interna. Proseguì anche la politica del padre riguardo all'esplorazione marittima dell'Africa. Incoraggiò e finanziò il suo famoso fratello, il Principe Enrico il Navigatore che fondò una scuola di navigazione a Sagres e che intraprese varie spedizioni. Fra queste quella di Gil Eanes, nel 1434, per prima oltrepassò Capo Bojador sulla costa nord-occidentale dell'Africa, arrivando al Rio do Ouro, nel 1436, e aprendo la strada a un'ulteriore esplorazione verso sud della costa africana.
Nel 1434, Edoardo promulgò la Lei mental, che era stata preparata da suo padre, Giovanni e prevedeva che le terre, che la corona portoghese aveva elargito durante la guerra civile e poi durante la guerra sostenuta contro il regno di Castiglia, non potevano essere divise né alienate e venivano trasmesse in eredità solo al maggiore dei figli maschi e non alle femmine, ovviamente per tornare alla corona in mancanza di eredi.
La colonia di Ceuta diventò presto un peso insostenibile per il Tesoro portoghese, e si comprese che senza la città di Tangeri il possesso di Ceuta era inutile. Quando Ceuta era caduta in mano ai portoghesi, le carovane di cammelli che costituivano le comunicazioni via terra avevano cominciato a usare Tangeri come destinazione. Questo privò Ceuta dei materiali e dei beni che la rendevano un mercato ricercato e un attivo punto di commerci, e divenne una comunità isolata.
Nel 1437, i suoi fratelli Henrique e Fernando persuasero Duarte a lanciare un'offensiva in Marocco per ottenere una migliore base africana per la futura esplorazione dell'Atlantico. La spedizione non era sostenuta in modo unanime: Pietro, Duca di Coimbra e Giovanni, conestabile del Portogallo erano entrambi contrari all'iniziativa; preferivano evitare un conflitto con il re del Marocco. I fatti dettero loro ragione. L'attacco a Tangeri ebbe successo, ma a prezzo di alte perdite umane. Il fratello più giovane di Duarte, Ferdinando d'Aviz (1402–1443), fu catturato, tenuto in ostaggio e morì in seguito in prigionia a Fès.
Duarte morì di peste, come suo padre, sua madre e sua nonna prima di lui, tra il 9 ed il 13 settembre del 1438., poco dopo l'attacco a Tangeri.
Alla sua morte gli successe il figlio Alfonso V, minorenne, sotto la reggenza della madre, Eleonora. Edoardo fu tumulato nella cappella del fondatore nel Monastero di Batalha, accanto al padre.
Un lato meno politico della personalità di Duarte è in relazione con la cultura. Principe riflessivo e istruito, scrisse i trattati O Leal Conselheiro (Il leale consigliere), nel quale, sotto l'influenza della dottrina tomista, espose una serie di norme e di modelli comportamentali da seguire e Livro Da Ensinanca De Bem Cavalgar Toda Sela (L'arte di cavalcare con qualsiasi sella), oltre a molti poemi, nei quali si distinse per l'utilizzo della parola saudade, che sarà ripresa con successo più volte nella poesia portoghese. Stava occupandosi della revisione del codice legale portoghese quando morì.

## La cronaca dei re portoghesi
Durante il suo regno Edoardo diede incarico al cronista Fernão Lopes (circa 1380-ca. 1460) di redigere una cronaca della vita di tutti i re portoghesi a partire dal primo, Alfonso Enriquez sino agli anni correnti.
Fernão Lopes scrisse Crónica dos sete primeros reís de Portugal, da Alfonso Enriquez a Alfonso IV, poi, la Crónica Geral de Espanha a partire dal 1344, in cui inserì i rimanenti re portoghesi.
Alla morte di Fernão Lopes la sua opera fu continuata da un altro cronista, Gomes Eanes de Zurara, a cui successe, Rui de Pina ed a questo Garcia de Resende.

## Discendenza
Dalla moglie Eleonora, Edoardo ebbe nove figli:
- Giovanni del Portogallo (1429-1433)
- Filippa del Portogallo (1430-1439)
- Alfonso V (1432-1481), re del Portogallo
- Maria del Portogallo (1432)
- Fernando del Portogallo (1433-1470), duca di Viseu e padre del futuro re Manuele I del Portogallo
- Eleonora del Portogallo (1434-1467), sposò l'imperatore, Federico III
- Edoardo del Portogallo (1435)
- Caterina del Portogallo (1436-1463), religiosa
- Giovanna del Portogallo (1439-1475), sposò il re di Castiglia e León, Enrico IV.

Edoardo ebbe inoltre un figlio naturale da Giovanna Manuela de Villena:
- Giovanni Manuele del Portogallo (circa 1416-1476), vescovo di Ceuta e Guarda, che dalla sua amante, Justa Rodriguez Pereira, ebbe due figli:
  - Giovanni Manuele (1466-1500), governatore di Santarém,
  - Nunó Manuele del Portogallo (1469-ca. 1525), signore di Salvaterra de Magos.

## Ascendenza
|                                            |                           |                                          | Genitori                                    |  |  | Nonni |  |  | Bisnonni                  |  |  | Trisnonni              |  |
|                                            |                           |                                          |                                             |  |  |       |  |  | Alfonso IV del Portogallo |  |  | Dionigi del Portogallo |  |
|                                            |                           |                                          |                                             |  |  |       |  |  | Alfonso IV del Portogallo |  |  | Dionigi del Portogallo |  |
|                                            |                           | Isabella d'Aragona                       |                                             |  |  |       |  |  | Alfonso IV del Portogallo |  |  |                        |  |
| Pietro I del Portogallo                    |                           |                                          |                                             |  |  |       |  |  | Alfonso IV del Portogallo |  |  |                        |  |
|                                            |                           | Beatrice di Castiglia                    | Sancho IV di Castiglia                      |  |  |       |  |  |                           |  |  |                        |  |
|                                            |                           | Beatrice di Castiglia                    | Sancho IV di Castiglia                      |  |  |       |  |  |                           |  |  |                        |  |
|                                            |                           | Beatrice di Castiglia                    | Maria di Molina                             |  |  |       |  |  |                           |  |  |                        |  |
| Giovanni I del Portogallo                  |                           | Beatrice di Castiglia                    |                                             |  |  |       |  |  |                           |  |  |                        |  |
|                                            |                           | Lourenço Martins                         | …                                           |  |  |       |  |  |                           |  |  |                        |  |
|                                            |                           | Lourenço Martins                         | …                                           |  |  |       |  |  |                           |  |  |                        |  |
|                                            |                           | Lourenço Martins                         | …                                           |  |  |       |  |  |                           |  |  |                        |  |
| Teresa Lourenço                            |                           | Lourenço Martins                         |                                             |  |  |       |  |  |                           |  |  |                        |  |
|                                            |                           | Sancha Martins                           | …                                           |  |  |       |  |  |                           |  |  |                        |  |
|                                            |                           | Sancha Martins                           | …                                           |  |  |       |  |  |                           |  |  |                        |  |
|                                            |                           | Sancha Martins                           | …                                           |  |  |       |  |  |                           |  |  |                        |  |
| Edoardo del Portogallo                     |                           | Sancha Martins                           |                                             |  |  |       |  |  |                           |  |  |                        |  |
|                                            | Edoardo III d'Inghilterra | Edoardo II d'Inghilterra                 |                                             |  |  |       |  |  |                           |  |  |                        |  |
|                                            | Edoardo III d'Inghilterra | Edoardo II d'Inghilterra                 |                                             |  |  |       |  |  |                           |  |  |                        |  |
|                                            | Edoardo III d'Inghilterra | Isabella di Francia                      |                                             |  |  |       |  |  |                           |  |  |                        |  |
| Giovanni Plantageneto, I duca di Lancaster | Edoardo III d'Inghilterra |                                          |                                             |  |  |       |  |  |                           |  |  |                        |  |
|                                            |                           | Filippa di Hainaut                       | Guglielmo I di Hainaut                      |  |  |       |  |  |                           |  |  |                        |  |
|                                            |                           | Filippa di Hainaut                       | Guglielmo I di Hainaut                      |  |  |       |  |  |                           |  |  |                        |  |
|                                            |                           | Filippa di Hainaut                       | Giovanna di Valois                          |  |  |       |  |  |                           |  |  |                        |  |
| Filippa di Lancaster                       |                           | Filippa di Hainaut                       |                                             |  |  |       |  |  |                           |  |  |                        |  |
|                                            |                           | Enrico Plantageneto, I duca di Lancaster | Enrico Plantageneto, III conte di Lancaster |  |  |       |  |  |                           |  |  |                        |  |
|                                            |                           | Enrico Plantageneto, I duca di Lancaster | Enrico Plantageneto, III conte di Lancaster |  |  |       |  |  |                           |  |  |                        |  |
|                                            |                           | Enrico Plantageneto, I duca di Lancaster | Maud Chaworth                               |  |  |       |  |  |                           |  |  |                        |  |
| Bianca di Lancaster                        |                           | Enrico Plantageneto, I duca di Lancaster |                                             |  |  |       |  |  |                           |  |  |                        |  |
|                                            |                           | Isabella di Beaumont                     | Enrico di Beaumont                          |  |  |       |  |  |                           |  |  |                        |  |
|                                            |                           | Isabella di Beaumont                     | Enrico di Beaumont                          |  |  |       |  |  |                           |  |  |                        |  |
|                                            |                           | Isabella di Beaumont                     | Alice Comyn                                 |  |  |       |  |  |                           |  |  |                        |  |
|                                            |                           | Isabella di Beaumont                     |                                             |  |  |       |  |  |                           |  |  |                        |  |